# Геометрическое ядро САПР
Геометрическое ядро (англ. Geometric Kernel), ядро геометрического моделирования (Geometric Modeling Kernel), геометрический моделировщик (Geometric Modeler) — это программное обеспечение, служащее основой для САПР, а также программных систем геометрического и физико-геометрического моделирования.

## Сущность геометрического ядра
Геометрическое ядро позволяет точно описывать форму моделируемого объекта и взаимосвязи элементов геометрической модели. Для описания формы модели, как правило, используется граничное представление геометрии. Из набора простых геометрических моделей могут формироваться сложные модели (сборки) при помощи геометрического решателя. Дополнительно в геометрическую модель включается история её построения, хранящая способы и последовательность построения модели, а элементы геометрической модели наделяют атрибутами, несущими информацию о физических, технологических и иных свойствах элементов модели.. В частности заложенное в основу САПР геометрическое ядро также позволяет инженеру создавать двумерные и трехмерные геометрические модели, а также редактировать их.
В качестве синонима термина «геометрическое ядро» нередко используется неофициальный термин «геометрический движок», вследствие сходств использования геометрического ядра с использованием игрового движка.

## Существующие геометрические ядра
К геометрическим ядрам относятся:
- Parasolid (Siemens PLM Software, США)
- ACIS (Spatial, дочернее предприятие Dassault Systèmes, США)
- C3D Modeler (C3D Labs, дочернее предприятие АСКОН, Россия)[2]
- Open CASCADE Technology (OCCT) (OPEN CASCADE S.A.S, Франция)
- Российское геометрическое ядро (РГЯ), существующее как часть проекта «Гербарий» (Минпромторг, Россия)[3]

На рыке лицензируемых геометрических ядер так наз. Западного мира в настоящее время доминируют ядра Parasolid и ACIS, которые были представлены в конце 1980-х годов. Последними во времени появления на рынке ядрами являются: C3D, разработанное в 1996 г., и Convergence Geometric Modeler, разработанное в 1998 г. Эти ядра были представлены как самостоятельные продукты в 2013 и 2011 годах в перспективе. ShapeManager не представлен на рынке лицензируемых ядер, и в 2001 году Autodesk четко заявила, что не собирается делать бизнесом на лицензировании своих геометрических ядер.
Новейшее в мире геометрическое ядро — Russian Geometric Kernel, правообладателем коего является Российская Федерация в лице Правительства Российской Федерации, и неясно, будет ли оно коммерчески доступно, несмотря на то, что предлагает уникальные функции по сравнению с другими ядрами, доступными на рынке.